# Vía de Cintura
La Vía de Cintura es el nombre con el que se conoce a la autopista española Ma-20, la segunda ronda de circunvalación de la ciudad de Palma de Mallorca. Gestionada en la actualidad por el Consejo de Mallorca, fue inaugurada en 1992 para reducir el tráfico en el centro de la ciudad. El aumento progresivo en el tráfico provocó su ampliación a tres carriles en gran parte de su recorrido en 2010, pero la vía ha vuelto a ver crecer sus volúmenes de tráfico a niveles preocupantes a partir de 2015. Para evitar su colapso, se trabaja en el desdoblamiento de la Ma-30 como segundo cinturón en el proyecto denominado como Vía Conectora con la expectativa de que aligere los niveles de tráfico en la Ma-20.
Comienza con el enlace 3 de la Ma-19 y consta de un total de 15 salidas hacia distintos puntos de la capital y a las vías más importantes de la isla, entre las que destaca la Ma-13. La Ma-20 acaba enlazando con la salida 5 de la Ma-1 en dirección a Andrach y Portopí, que incorpora una salida para entrar en Cala Mayor.

## Historia

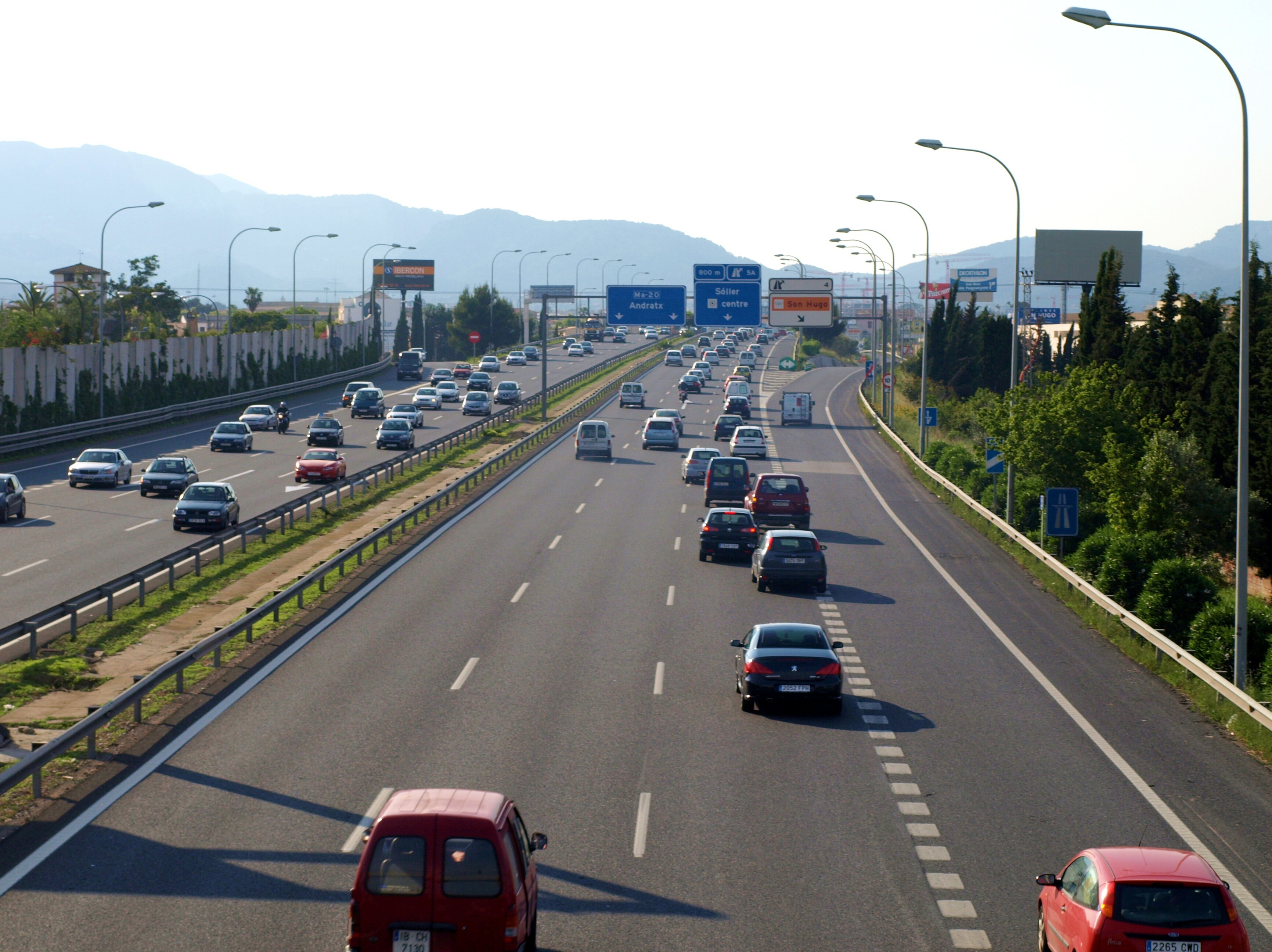
La Ma-20 a su paso por Son Hugo.

### Planeamiento

#### Antecedentes
La Vía de Cintura fue precedida por otras vías en su propósito de circunvalación de Palma. Sin obviar la existencia de algunos caminos que rodeaban la antigua ciudad, como el Camí dels Reis, la primera vía de circunvalación como tal de Palma se trata de la extinta Ronda de Ponent, un antiguo camino establecido durante los siglos XVIII y XIX y que permitía acceder al Puerto sin entrar en el recinto amurallado de la ciudad.
Previamente a la creación del mismo, la llegada a los muelles, principal nodo de comunicación de la isla, implicaba acceder a través de las pocas puertas de las murallas a las laberínticas calles de la ciudad hasta salir por la Puerta del Moll. Para evitar esta problemática, la ronda partía de la carretera de Sóller cruzando el torrente de Sa Riera por el puente des Tirador (todavía existente), para rodear la parte oeste de la ciudad hasta la costa.
Hay que avanzar hasta 1901 para encontrar la aparición del primer proyecto de otra vía de ronda, con el plan de ensanche para la ciudad elaborado por el ingeniero de caminos Bernat Calvet, que definía una ronda urbana que envolvía la totalidad del actual casco histórico sobre el espacio que ocupaban los fosos de la antigua muralla una vez demolida, y desde la cual partiría la trama urbana del ensanche proyectado. Así, no sólo se proporcionaba un trazado en sustitución al de la Ronda de Ponent, que el Plan eliminó, sino que también conectaba todos los caminos radiales que partían de Palma y no sólo los situados al oeste, vertebrando tanto el nuevo ensanche como la ciudad vieja. En adición, se planteaba una continuación a la ronda hacia el noreste siguiendo el curso del torrente de Sa Riera.
Ese primer cinturón proyectado por Calvet es el constituido por las actuales Avenidas y el Paseo Mallorca, sin que se llegara a realizar nunca la mencionada prolongación noreste.

#### La Vía de enlace de cintura y el plan Alomar
Los orígenes de la actual Vía de Cintura se remontan al 1940, cuando el ayuntamiento convoca un nuevo concurso para la formación de un plan de ordenación urbana, que ganaría el arquitecto Gabriel Alomar al año siguiente.
El plan Alomar no preveía la construcción de una vía de circunvalación de la ciudad, que sí se incluía en el presentado al concurso por el ingeniero de caminos Antonio Parietti y el arquitecto Francesc Cases; por lo que, juzgándola necesaria el ingeniero jefe del Servicio de Obras Públicas Miguel Forteza, éste pidió al consistorio durante el periodo de información pública del Plan su inclusión en el mismo. La petición fue atendida y se incorporó antes de la aprobación una ronda que comunicaba las carreteras radiales salientes de la ciudad, la cual recibió el nombre de Vía de enlace de cintura.
La circunvalación discurriría al este de la ciudad por el borde del crecimiento urbano previsto en el Plan, partiendo en dos los futuros barrios de Son Oliva, l'Oliverar y Campo Redondo más al norte para pasar a aprovechar parcialmente el trazado del Camí dels Reis hasta la actual Ma-1044, ya al otro lado de la urbe.
No obstante, la construcción de esta ronda suponía no pocas dificultades. La complicada orografía de algunos tramos, la necesidad de cruzar varias líneas ferroviarias y cursos de agua, las masivas demoliciones y la ocupación de terrenos de la Diputación resultaba en una obra excesivamente costosa y que dudosamente podría llevarse a cabo.
Intentando salvar estos problemas, el Servicio de Obras Públicas inició a partir de 1946 una intensa actividad para conseguir que el Ministerio proyectara y asumiera la financiación de las obras. Como resultado, el Ministerio de Obras Públicas elaboró en 1950 un anteproyecto para la obra, con los ingenieros Mariano Pascual y Máximo Chulvi como autores. Con un presupuesto de 6 345 000 pesetas (de las cuales 4 800 000 eran aportadas por el Estado), el trazado se mantenía idéntico al del Plan Alomar hasta la carretera de Manacor y entre el tren de Sóller y la carretera a Esporlas, pero entre ambos tramos se alejaba de la urbe para reducir las demoliciones necesarias, mientras que a partir de la carretera de Esporlas pasaba a aprovechar el trazado de esta última hasta llegar al Paseo Marítimo a través del eje que configuran las actuales calles Balanguera-Argentina-Plaza del Progreso-Monseñor Palmer. Sin embargo, muchos de los problemas seguían arrastrándose y el nuevo trazado no convencía siquiera a sus propios autores, por lo que el estudio nunca avanzó más allá de la fase de anteproyecto. No obstante, este primer intento sirvió como catalizador para las posteriores iniciativas que darían resultado a la Vía de Cintura actual.

#### La definición de la actual Vía de Cintura: Planeamiento de la Red Arterial de Palma
El ímpetu ganado en la Dirección General de Carreteras del ministerio durante los anteriores años se tradujo en 1964 a la orden de elaboración del estudio Planeamiento de la Red Arterial de Palma de Mallorca. Plan Especial de Vías de Comunicación, que ultimado en julio de 1966 por el ingeniero de caminos Miquel Àngel Llauger i Llull, fue incorporado al posterior Plan General de 1973 y sirvió de punto de partida para todas las actuaciones en materia de ordenación territorial de las posteriores décadas.
Previo a la elaboración del mismo, se realizó un estudio completo y sistemático del tráfico de entrada y salida de la ciudad durante el año 1963 que permitió conocer las intensidades, procedencia, destino y grado de ocupación del tránsito urbano y suburbano de Palma. Gracias a los datos obtenidos se pudo saber que en un día medio de aquel entonces entraban o salían de la ciudad 41 000 vehículos, lo cual situaba a Palma como primera entre las ciudades españoles en cuanto a tráfico por número de habitantes. Además, de esos vehículos. el 93,5 % partía o tenía la urbe como destino, mientras que sólo el 6,5 % restante estaba de paso por las calles palmesanas en dirección a otras localidades, siendo la mayor parte de este último entre las comarcas a poniente y levante.
Si bien la poca cantidad de coches que pasaban la ciudad de largo podría hacer creer que una ronda de circunvalación no era de mucha utilidad, estudios realizados con modelización matemática demostraron lo contrario: el ensanche de Palma, cortado por las dos líneas de ferrocarril y sa Riera, no permitía una suficiente comunicación transversal, sólo radial. Así, las Avenidas y el Paseo Marítimo soportaban gran parte del tránsito entre los barrios y polígonos industriales en pleno crecimiento, y las situaciones de embotellamiento en las mismas y en los accesos a la ciudad empezaban a suponer un problema.
De este modo, se definió el esquema de la Red Arterial: un haz de accesos a la ciudad formado por los tramos urbanos de las carreteras radiales que parten de Palma, cuyas condiciones debían mejorarse; un primer anillo de circunvalación, interior, compuesto por las Avenidas, el Paseo Marítimo y la combinación del eje Ramón y Cajal-Argentina con el Paseo Mallorca; y un segundo anillo exterior, constituido por la Vía de CIntura, el Paseo Marítimo y los tramos iniciales de las autopistas de Poniente y Levante, esta última entonces ya en construcción.
La decisión de realizar la Vía de Cintura como una autopista —a diferencia de la primera ronda, formada por calles y avenidas— fue consecuencia de las enormes intensidades de tránsito que los estudios preveían para la misma, hoy en día más que duplicadas. No obstante, la elección para Llauger, como palmesano que era, tampoco resultó fácil y así lo hizo constar: el ingeniero era consciente de los muchos impactos negativos que una vía de gran capacidad provocaría a la ciudad que envolvía, pero los enormes problemas circulatorios ya existentes y la alternativa propuesta por otros técnicos del ministerio de convertir el Paseo Marítimo en autopista hicieron que la balanza del interés general se inclinara a hacer  la Vía de Cintura con esa tipología.

#### El planeamiento del trazado
Aunque la mayor parte del aforo estaría compuesto por desplazamientos hacia o desde diferentes partes de la ciudad, la obra también debía servir eficazmente al tráfico de paso, por lo que se juzgó como mejor solución el acercar al máximo el trazado al desarrollo urbano, con cruces a distinto nivel conectando con las carreteras radiales, tratando a la vez de evitar la orografía menos favorable y el realizar excesivas demoliciones.
El trazado adoptado en el estudio daba su inicio en un enlace unidireccional con la Autopista de Levante a la altura del torrente Gros, para continuar por el espacio liberado por la antigua línea de tren Palma-Santañí (que había terminado operaciones en 1964) hasta conectar con la vieja carretera de Inca (entonces llamada C-713, ahora Ma-13A). En ese tramo también se enlazaba con la carretera de Manacor. A continuación seguía, bordeando Son Oliva y Campo Redondo, hasta la carretera de Esporlas. Los enlaces planteados en esta sección eran con la carretera de Buñola y con la de Valldemosa, pasando por encima de las de Sóller y Esporlas con viaductos, sin llegar a enlazar directamente con las mismas. A partir de ahí, con un terreno cada vez más accidentado, la vía se veía obligada a serpentear, rodeando el cementerio, cruzando Sa Riera y conectando el camino de La Vileta hasta intersecar con el Camí dels Reis y la carretera de Génova junto al acuartelamiento Jaime II. Desde allí, dos túneles de doscientos cincuenta metros le permitían pasar bajo el barrio de Génova para terminar en la Autopista de Poniente.
Además de este trazado principal y para facilitar el acceso al área portuaria, a la altura de Son Gotleu se planteaba otro enlace unidireccional desde donde partía un ramal, con características de autovía, que interesecaba a nivel con la carretera de Manacor y el camino hacia Son Malherido, acabando en la Autopista de Levante que también daba acceso a el Molinar.

### La construcción de la Vía de Cintura
Como suele ocurrir en obra pública, desde que se ultimó el trazado mencionado hasta que éste fue completamente construido pasó bastante tiempo; el suficiente para que el número de vehículos en la isla creciera todavía más, se aprobara en 1973 una revisión, obra del arquitecto Manuel Ribas i Piera, del Plan General de Ordenación Urbana a la cual seguirían más cambios en la ordenación territorial e incluso para que llegara la democracia y con ella las administraciones autonómicas. En el ámbito más circulatorio, se decidió la construcción de la Autopista Central (la cual requeriría conexión con la Vía de Cintura) y se realizaron nuevos estudios de aforos en 1976, arrojando cifras de hasta 167 357 vehículos entrando o saliendo de Palma un día medio, un crecimiento monstruoso respecto a los 41 007 de 1963.
Todas estas circunstancias resultaron, naturalmente, en que lo proyectos constructivos fueron planteando más cambios necesarios, que si bien todavía no se veían reflejados en el citado PGOU de 1973, que aún incluía el trazado del 66, sí irían quedando definidos en el nuevo estudio de Planeamiento de la Red Arterial de Palma de 1977 y luego en el Plan Viario de Palma, aprobado por Consell de Govern en 1985.

#### De la Autopista de Levante a la calle Eusebi Estada
En 1968 se ordenó la elaboración del proyecto de trazado de este primer tramo de la carretera, un paso necesario antes del proceso de información pública y estudio técnico. El mismo, elaborado por el ingeniero Joan Torres, introducía ciertas diferencias respecto al planeamiento de 1966: la intersección provisional con la calle Eusebi Estada donde terminaba el tramo se realizaba a nivel y no elevada como estaba previsto, y se añadía un nuevo enlace para la entonces aún dudosa Autopista Central.
Respecto al primero, el cambio venía motivado por permitir un acceso provisional a Son Castelló y a la entonces muy plausible posibilidad de clausura del tren de Sóller, que habría de ser cruzado en el siguiente tramo y hubiera resultado inútil hacer subir el trazado para salvar un obstáculo inexistente. También entonces pendía de un hilo la continuidad del servicio ferroviario Palma-Inca, y ante la posibilidad de que se utilizara el espacio dejado por las vías para llevar la todavía difusa Autopista Central, el proyectista decidió saltar sobre el ferrocarril de Inca con un puente más ancho de lo estrictamente necesario, y que debido al mantenimiento del servicio de tren se aprovechó para la configuración del enlace con la futura autopista, resultando en el actual nudo en T-bone con la Ma-13.
El proyecto de trazado fue aprobado en el día de San Sebastián de 1970, patrón de Palma; iniciándose la fase de construcción del tramo, subdividida en dos secciones a modo de proyectos independientes. La primera, el ramal de autovía entre la Autopista de Levante y la carretera de Manacor, empezó a construirse el 2 de abril de 1972, con Ferrer Pons Hnos. S. A. como contratista. La segunda, con el trazado restante de autovía y autopista, presentaba problemas por trazar lazos en el nudo con el futuro ramal de autopista hacia el torrente Gros, el cual todavía no estaba proyectado; por lo que se decidió el realizar en proyectos separados cada una de las calzadas, ignorando los lazos mencionados para que ya se construyeran en el futuro como parte del nunca nato ramal. Así, el 13 de diciembre de 1971 se aprobaba el proyecto de la calzada más cercana a la ciudad, y el 3 de mayo de 1972 el de la otra, ambos a cargo de Cubiertas y Tejados, S. A.
Finalmente, en otoño de 1976 se abría al tráfico el tramo, con dos carriles de circulación en todo su recorrido, habiendo costado más de 217 millones de pesetas. No obstante, desde un primer momento presentó problemas.
La parte con tipología de autovía y cruces a nivel, sin haberse construido el ramal de autopista hacia el torrente Gros, soportaba un tráfico excesivo, quedando claro que o se construía el ramal o debía convertir su enlace con la carretera de Manacor a uno en diferente nivel. Finalmente, esa sección no construida se desecharía en el citado nuevo estudio de 1977 para decidirse convertir lo ya construido en autopista. Sin embargo, hubo que esperar al 15 de enero de 1983 para la autorización de un proyecto que hiciera lo proyectado realidad, que elaborado por los ingenieros Joan Torres y Joan R. Cifre, se adjudicó a Cubiertas y MZOV, recibiéndose el 29 de marzo de 1990 tras una inversión de casi 481 millones de pesetas. Pese a la conversión en autopista, esta primera concepción como autovía explica las carencias en el trazado y capacidad del tramo que lo harían objeto de ulteriores modificaciones.

#### De la calle Eusebi Estada al camino de Génova
En 1981, Torres ultimaba el proyecto de construcción del siguiente tramo de la Vía de Cintura. En el mismo, se elevaba la calle Eusebi Estada sobre la misma, eliminando la intersección provisional y también desechando la idea del estudio de 1966 de enlazar con dicha calle; mientras que era la Vía de Cintura la que saltaba finalmente sobre el ferrocarril de Sóller, contradiciendo las previsiones del ingeniero en el proyecto del anterior tramo. Además, se planeaban enlaces de la misma con las carreteras de Sóller (incompleto, y no previsto en el 66), Valdemosa y Puigpuñent, un paso bajo la carretera de Esporlas y una intersección provisional con el camino de la Vileta, donde terminaba. Con un presupuesto de casi 859 millones de pesetas, quedó aprobado el 21 de abril de 1982.
Al mismo tiempo, en 1981 el consistorio de la ciudad iniciaba una revisión del Plan General de Palma y pronto la postura del ayuntamiento para con la nueva autopista empezó a chocar con la del Servicio de Carreteras durante la tramitación del expediente de información pública. Una primera discrepancia nació del puente previsto para la calle Eusebi Estada: los vecinos afectados juzgaban la nueva obra como una pantalla ruidosa y poco estética para la zona, y pedían que no se levantara, reivindicación a la que brindó su apoyo el ayuntamiento y que logró su objetivo pues el Ministerio replanteó el proyecto para que la calle pasara por debajo y no por encima de la autopista. El proyecto modificado también incluía la ampliación del puente sobre el tren de Sóller y cambios en la disposición de las pilas de los que saltaban sobre las carreteras de Sóller y Valdemosa.
Sin embargo, los desacuerdos no se limitaban a detalles como ése. Los técnicos que trabajaban en la revisión del Plan General y la mayoría del pleno del ayuntamiento se oponían a que la Vía de Cintura fuera una autopista, prefiriendo una avenida arbolada accesible a los peatones. Se inició entonces un debate con gran eco en la prensa local y el ámbito activista, lográndose un principio de acuerdo un año después al aceptarse las características de autopista entre Eusebi Estada y la carretera de Esporlas, pero quedando sin concretar la parte restante. El proyecto de esta primera sección consensuada fue obra de Gabriel Le Senne y se terminó en julio de 1983, comenzando las obras en otoño de 1984 por parte de Cubiertas y M.Z.O.V. con un coste de casi 700 millones de pesetas, inaugurándose el 5 de mayo de 1987, poco antes de las elecciones, por el presidente autonómico Gabriel Cañellas.
Que la inauguración la realizara un representante autonómico y no un cargo del Ministerio no era casualidad: a mitad del proceso, el 1 de agosto de 1984, el Estado cedió las titularidades y competencias de carreteras a la comunidad autónoma, por lo que el proyecto pasó a ser desde entonces responsabilidad de la Dirección General de Obras Públicas autonómica, de la cual Le Senne era director general.
Pese al cambio administrativo, la discordia continuaba con el ayuntamiento, tomando ambas partes caminos divergentes. Por un lado, el consistorio encargó el 28 de junio de 1984 un estudio de diseño de la Vía de Cintura y de ordenación de los terrenos colindantes. como parte complementaria a la revisión del futuro Plan General de Palma de 1985. El estudio, encargado al arquitecto Tono Vila y con la colaboración del ingeniero Francesc Triay, proponía una Vía de Cintura con tipología de avenida entre la carretera de Esporlas y el camino de Son Rapiña, con intersecciones vía rotondas a mismo nivel. Por otro lado, el gobierno autonómico lanzaba el 5 de octubre de 1984 el nuevo Planeamiento de la Red Arterial de Palma, donde si bien se modificaba el número y tipología de los enlaces de la vía, se mantenía el carácter de autopista.
Con todo, durante el 1985, los criterios de la Conselleria fueron imponiéndose y cuando al final se logró el consenso con el ayuntamiento, la solución constaba de tipología de autopista. Se acordó que la Vía de Cintura no tendría contacto con la carretera de Esporlas y que enlazaría a disinto nivel con las de Puigpuñent, La Vileta, Son Rapiña y Génova, además de construirse un viaducto para que el cementerio pudiera ampliarse al otro lado del trazado. Así, cuando el 31 de octubre de ese año se produjo la aprobación del Plan General, éste ya reflejó el trazado definitivo de la autopista.
Por fin, ya pudo trabajarse hacia la construcción del disputado tramo: la conselleria contrató como proyectista al ingeniero José Medem Sanjuán, el cual presentó el proyecto constructivo el 15 de marzo de 1987, para aprobarse el 23 de marzo del año siguiente. El mismo no definía del todo las estructuras necesarias con el objetivo de que las empresas constructoras presentaran sus ideas en el concurso constructivo, que celebrado en el siguiente mayo, fue ganado por Agroman, con una propuesta en la que destacaban las estructuras esbeltas y el diseño ad hoc de los enlaces de La Vileta y Son Rapiña. También se incluía en el centro de este último enlace la instalación de la escultura Río celeste en el círculo, de Enrique Salamanca. La obra, dirigida por Joan R. Cifre, tuvo un coste final de en torno a dos mil cuatrocientos millones de pesetas, inaugurándose en primavera de 1991 por el presidente Cañellas, también en periodo electoral.

#### Del camino de Génova a la Autopista de Poniente
El proyecto de construcción de este último tramo se realizó en las mismas fechas que la última sección del anterior, marzo de 1987, siendo firmado por la empresa EPTISA y con Joan Torres como supervisor por parte de la Conselleria. También se siguió idéntico método, no definiéndose ni calculándose las estructuras principales. No obstante, se contó con la ayuda de un proyecto previo, obra de Le Senne en junio de 1983, comprendido entre el camino de la Vileta y la Autopista de Poniente, que ya definía la mayor particularidad del tramo: dos túneles para atravesar por debajo las colinas de Génova, que terminaron midiendo 319 y 376 metros de longitud. El concurso fue ganado por Ferrovial, que aportó los proyectos de puentes y ejecución de los túneles que la administración juzgó más favorables. Nuevamente, la adjudicataria se puso durante la construcción bajo la dirección de Cifre, y posteriormente del ingeniero Francisco Simó, con un coste estimado de mil ochocientos millones de pesetas.

### Entrada en servicio
Así, con la finalización de la última sección, la Vía de Cintura se convertía en una realidad, tras un coste final total de más de diez mil millones de pesetas.
Inicialmente fue denominada como PM-20 hasta su transferencia desde el Ministerio de Fomento al Consejo Insular de Mallorca. Su anchura era de dos carriles de circulación por sentido desde la Ma-1 a la Ma-1110 y de tres desde la Ma-1110 a la Ma-19.

### Ampliación a tres carriles
El crecimiento continuado del tráfico en la isla junto al crecimiento urbano de la ciudad provocó el colapso de la Vía de Cintura en torno a 2009, por lo que se decide añadir un tercer carril a cada sentido de la Ma-20 en gran parte de los tramos en los que la vía tiene dos carriles. También se plantea la posibilidad de construir un segundo cinturón desdoblando la Ma-30 desde la Ma-11 a la Ma-19 para aligerar el tráfico de la vía; sin embargo, debido a la fuerte oposición vecinal que presenta el proyecto del segundo cinturón a causa de su tamaño y las expropiaciones que implicaría, el proyecto es desestimado por el momento.

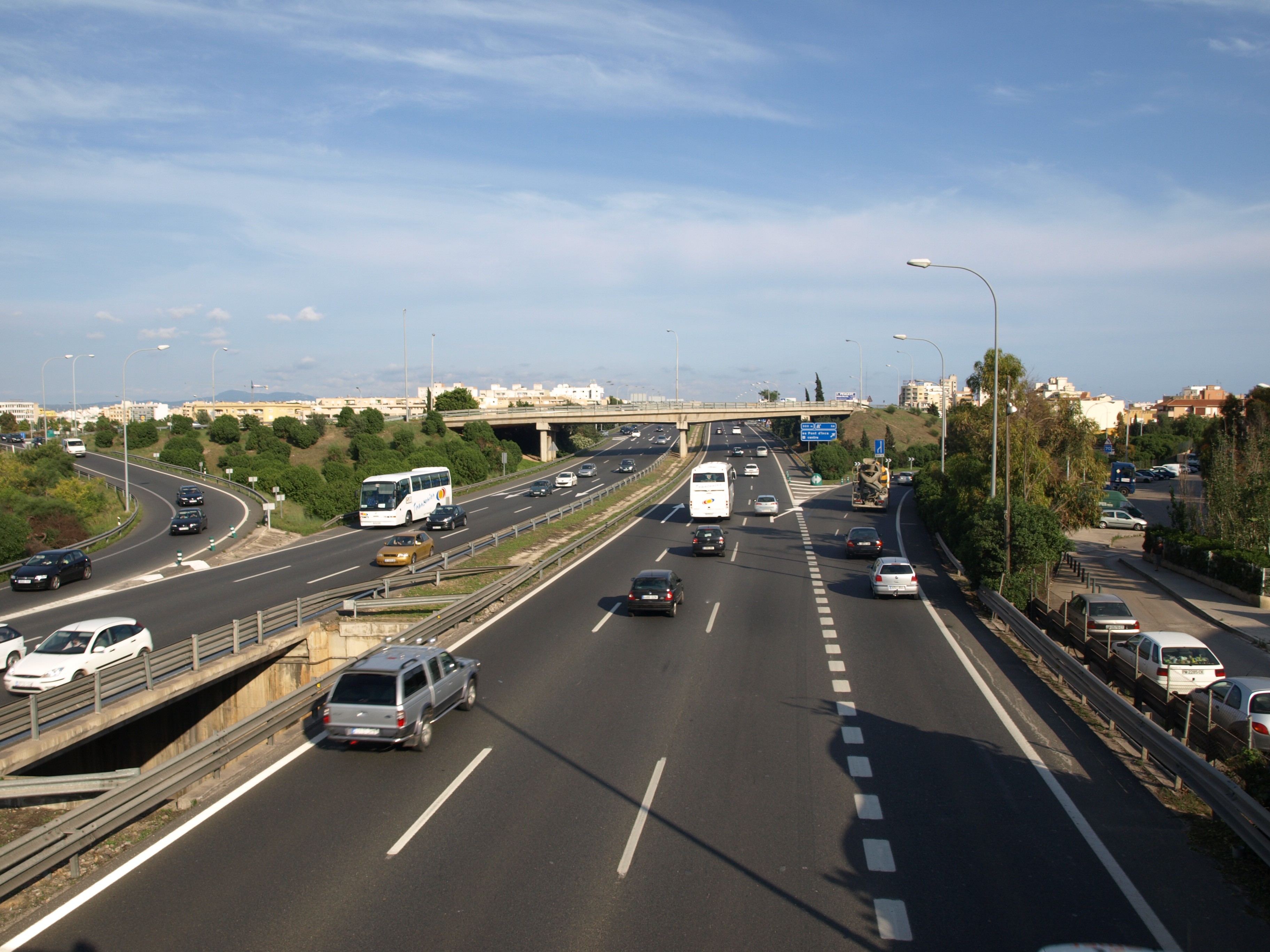
Salida hacia la Ma-13.

El 24 de septiembre de 2009, se reunieron la Mesa de Contratación constituida para dar a conocer a los licitadores el informe de valoración de los criterios técnicos elaborado por Miguel Ataún Lecea, ingeniero del Servicio de Actuación Viaria, en fecha de 22 de septiembre de 2009, en relación con la obra; ampliación del tercer carril de la Vía de Cintura entre la Ma-1110 y el túnel de Génova con un presupuesto base de licitación de 12,4 millones de euros y un plazo de ejecución estimado en 18 meses, quedando adjudicada la obra a las empresas VOPSA y COPISA.
El 16 de diciembre de 2009 el Consejo Insular de Mallorca inauguró oficialmente de la mano de su presidenta Francina Armengol junto al Consejero de Obras Públicas, Antoni Pascual y el director Insular de Carreteras, Gonzalo Aguiar, el inicio de las obras.
El 13 de septiembre de 2010 se inaugura dicho primer tramo comprendido entre la salida a la carretera de Valldemosa y la salida de Son Rapiña, coincidiendo con el inicio del nuevo curso escolar, y posteriormente se añade el tercer carril al resto de la vía hasta la salida de Génova. El único tramo que queda con dos carriles es el que discurre entre la salida 9 (Génova) y la Ma-1.

### Crecimiento continuo del tráfico
Pese al nuevo tercer carril, poco a poco el tráfico continúa creciendo en la vía; creando retenciones en ciertos tramos en las horas punta. Además, los estudios determinan que la solución sólo empeorará. 

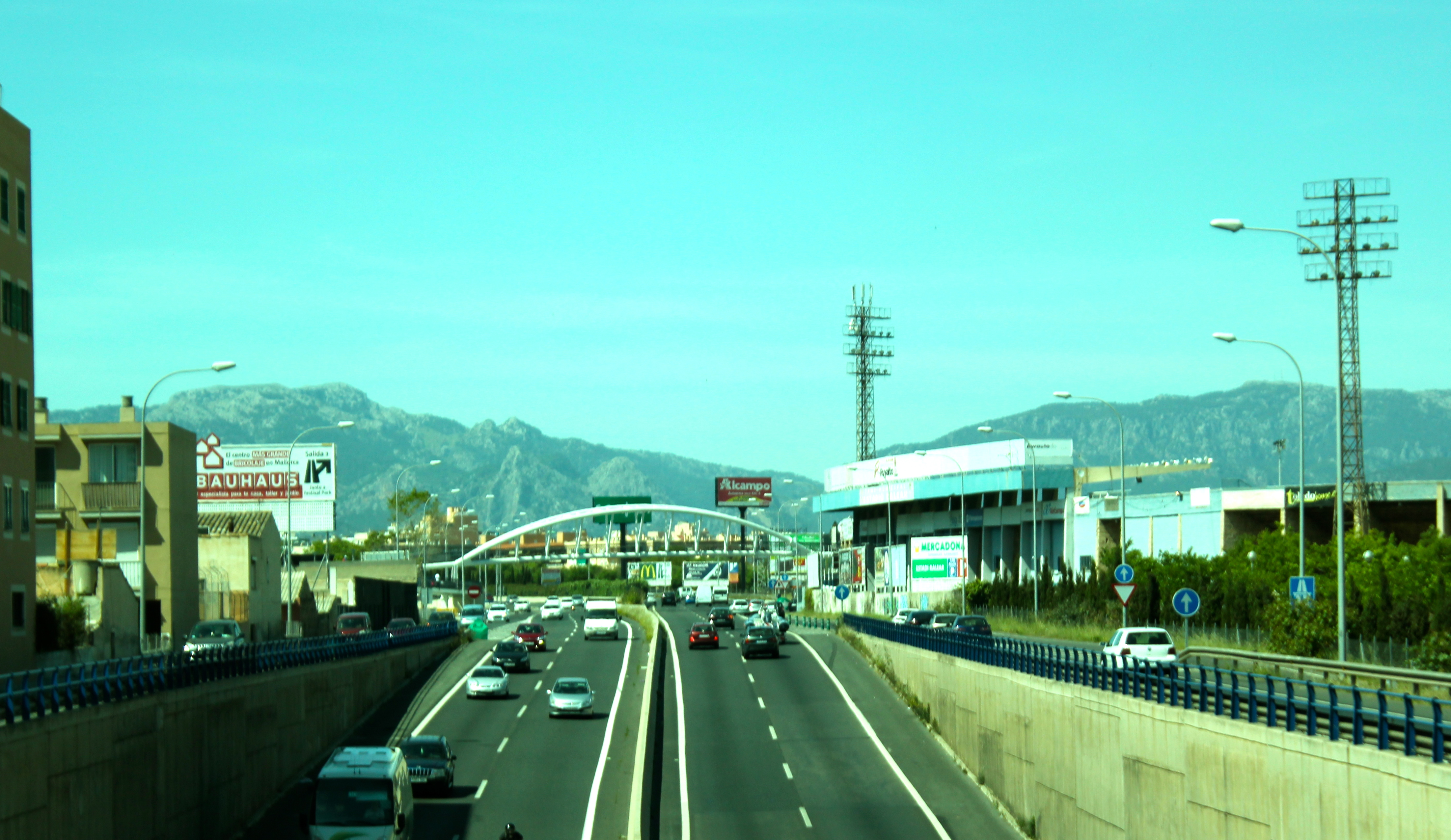
Vista de la Vía de Cintura desde el nuevo enlace con la Ma-15.

Ante estos problemas, la solución del segundo cinturón, o vía conectora, que llevaba siendo discutida desde 2010 sin llegar a ningún tipo de consenso, es replanteada. Se decide eliminar el tramo más polémico por sus expropiaciones e impacto (desde la Ma-11 a la Ma-13), quedando el proyecto desde la Ma-13 a la Ma-19; elaborar debidos informes ambientales y dimensionar el proyecto para que éste sea un desdoblamiento y no una autovía o autopista. Aunque el ambiente parece calmarse ante la cancelación del primer tramo; sigue habiendo crispación en algunos colectivos ecologistas y vecinales, en especial en el GOB. Pese a esto, en verano de 2012 se inician las obras de uno de los tramos a realizar con el objetivo de descargar de tráfico de una vez a la Ma-20. También se trabajará en uno de los puntos más conflictivos de la Vía de Cintura, el nudo con la Ma-15, que es modificado para lograr mejor capacidad. Dicho nuevo enlace es abierto al tráfico el 13 de junio de 2013, con financiación del Ministerio de Fomento.
Sin embargo, las obras en la Ma-30 avanzan muy despacio mientras el aforo en la Vía de Cintura no deja de incrementarse, y en 2015 empieza a notarse acusadamente de nuevo la saturación de la carretera, especialmente en los accesos a la ciudad y en el verano, cuando se eleva todavía más la media de vehículos que circulan por ésta; convirtiéndose en una de las autopistas más transitadas de España. Dicho colapso se volvía todavía mayor cuando sucedían accidentes de tráfico, provocándose atascos kilométricos. Esta situación se mantiene empeorando en 2016 pese a la entrada en servicio de tramos ya desdoblados de la Ma-30.
| Tramo                | IMD 2013 | IMD 2015 | Variación porcentual |
| -------------------- | -------- | -------- | -------------------- |
| Acceso a Ma-1 oeste  | 71 337   | 78 014   | + 9.36 %             |
| Acceso a Ma-1 este   | 40 331   | 44 066   | + 9,26 %             |
| Túnel de Génova      | 82 809   | 87 451   | + 5,61 %             |
| Génova               | 98 392   | 102 813  | + 4,49 %             |
| Son Rapiña           | 120 901  | 123 457  | + 2,11 %             |
| Puigpuñent           | 139 941  | 149 387  | + 6,75 %             |
| Son Hugo             | 157 111  | 169 382  | + 7,81 %             |
| Acceso a Ma-13       | 110 313  | 120 534  | + 9,27 %             |
| Puente de Inca       | 126 425  | 138 143  | + 9,27 %             |
| Acceso a Ma-15       | 123 256  | 134 681  | + 9,27 %             |
| Acceso a Ma-19 oeste | 59 972   | 65 531   | + 9,27 %             |
| Acceso a Ma-19 este  | 115 095  | 127 764  | + 11,01 %            |

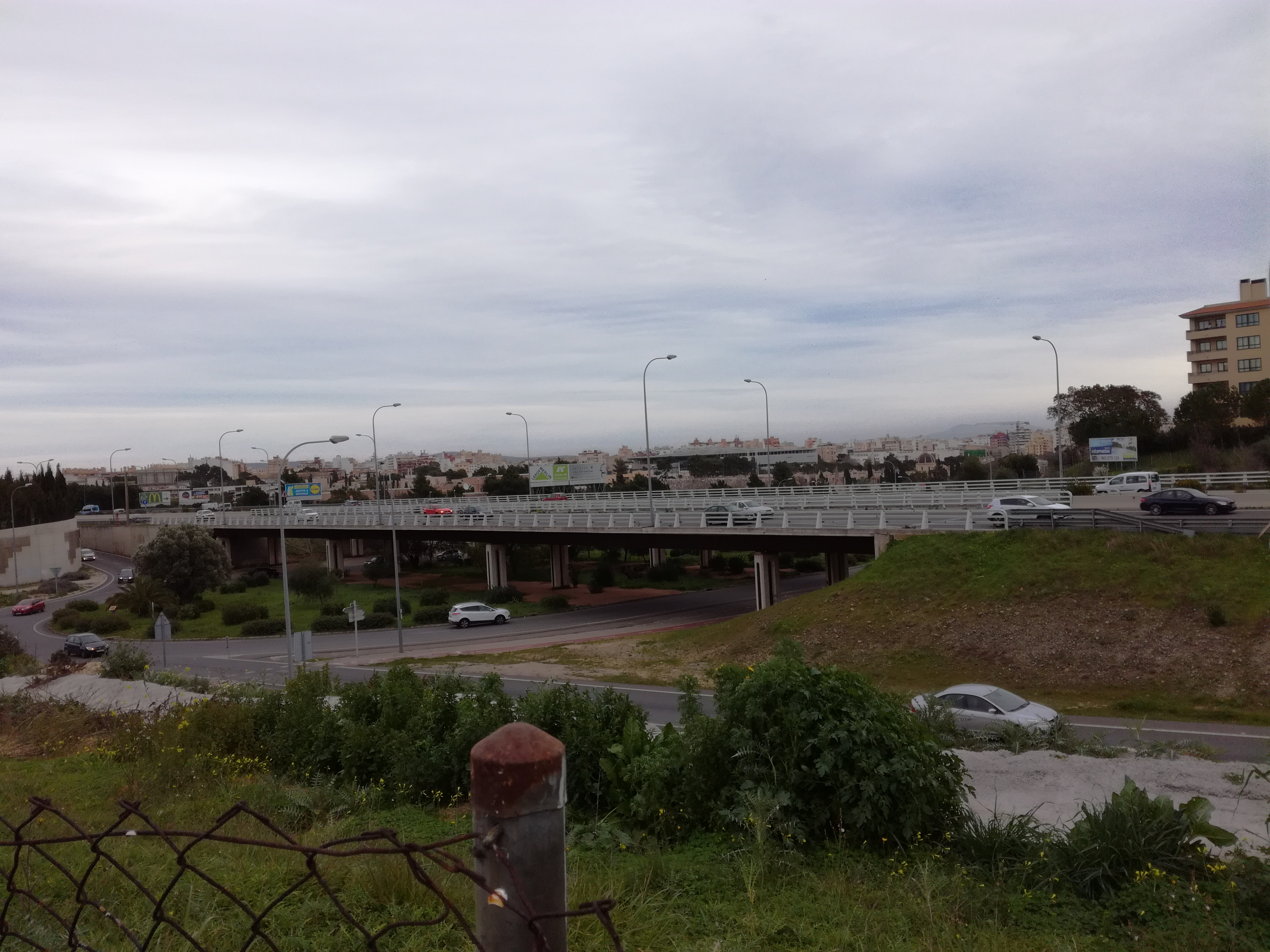
Viaducto de la salida 7A.

El statu quo en 2017 no mejora, las retenciones pasan de ser habituales a diarias y a extenderse a las calles a las cuales la autopista da acceso. Además, los accesos a la ciudad, que convergen en la Ma-20, también sufren de colapso a consecuencia de la congestión de la Vía de Cintura. Esta situación empeora todavía más con la llegada del verano, que supone un gran incremento en el número de coches de alquiler que se incorporan a las carreteras, 100 000 según la patronal del sector.

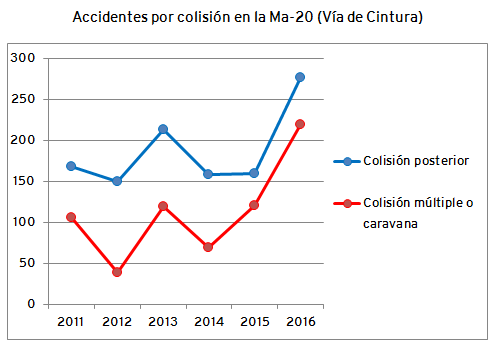
Gráfica de colisiones en la Ma-20

Desde el Consejo de Mallorca se advierte que la carretera ha llegado a su límite de capacidad, que cifran en torno a 2400 vehículos por carril. Sin embargo, la institución asegura que cuando se complete la Vía Conectora en su totalidad el tráfico se reducirá. Además, anuncia la elaboración de un Plan Metropolitano de Movilidad para Palma con la colaboración de la ciudadanía y municipios colindantes con el objetivo de reducir el uso del coche frente al transporte público y realizar actuaciones en la misma y en las principales vías en torno a la capital. También se plantea como propuesta a largo plazo la reducción de velocidad máxima o la creación de carriles bus - VAO en la Vía de Cintura.
En adición, según la DGT, este mayor número de vehículos provoca una mayor siniestralidad en la vía; que aumenta todavía más el colapso circulatorio al crear colas y atascos cuando dichos accidentes ocurren.

### Reducción de velocidad
Desde el día 1 de febrero de 2021 la velocidad de vía se reduce desde los 120 km/h hasta los 80 km/h, para tratar de solventar los problemas de congestión que sufre a todas horas la autopista, medida que fue parcialmente reveritda en diciembre de 2023, elevando el límite a los 100 km/h.

## Recorrido

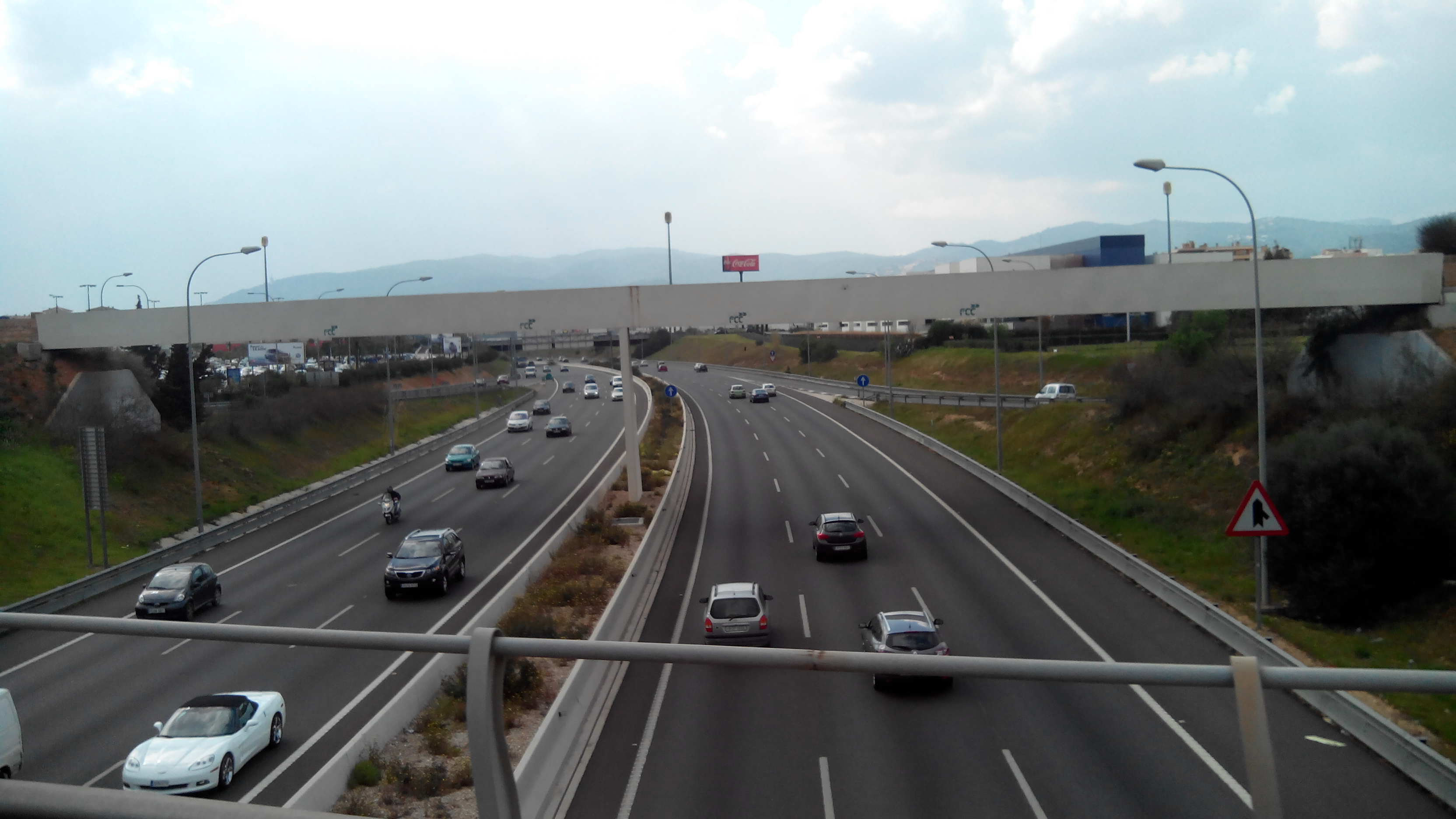
La Ma-20 desde un paso elevado junto a la salida 5B.

La Ma-20 comienza en un nudo con la Ma-19 al este de la ciudad, conectándola con ambos sentidos de la vía (aeropuerto y paseo marítimo), para continuar en un recorrido de circunvalación a la ciudad y conectando con la carretera de Manacor, la autopista de Inca y la carretera de Sóller, junto a accesos a calles y avenidas palmesanas y a carreteras menores. Finalmente, en el otro extremo del núcleo urbano, la autopista se bifurca en un intercambio hacia los dos sentidos de la Ma-1, el puerto y Andrach, junto a una última salida hacia Cala Mayor.

### Tabla de recorrido detallada
Nota: Para desplegar la tabla, pulse [mostrar] en la celda situada más a la derecha (la celda Notas). Si desea acceder a las respectivas páginas de Wikipedia de las direcciones, haga clic sobre la parte del panel donde están escritas. A fin de asemejarse a las señales reales, los topónimos representados son los oficiales, por lo que podrían diferir de los utilizados en Wikipedia en español.
| Esquema | Sentido Andrach (Este-Oeste, kilometraje creciente, lectura de arriba abajo) | Sentido Andrach (Este-Oeste, kilometraje creciente, lectura de arriba abajo) | Sentido Andrach (Este-Oeste, kilometraje creciente, lectura de arriba abajo) | Sentido Andrach (Este-Oeste, kilometraje creciente, lectura de arriba abajo) | Sentido Aeropuerto (Oeste-Este, kilometraje decreciente, lectura de abajo arriba) | Sentido Aeropuerto (Oeste-Este, kilometraje decreciente, lectura de abajo arriba) | Sentido Aeropuerto (Oeste-Este, kilometraje decreciente, lectura de abajo arriba) | Sentido Aeropuerto (Oeste-Este, kilometraje decreciente, lectura de abajo arriba) | Notas |
| Esquema | Límite de velocidad                                                          | Carriles                                                                     | Salida                                                                       | Salida                                                                       | Salida                                                                            | Salida                                                                            | Carriles                                                                          | Límite de velocidad                                                               | Notas |
| Esquema | Límite de velocidad                                                          | Carriles                                                                     | N.º - km                                                                     | Direcciones                                                                  | Direcciones                                                                       | N.º - km                                                                          | Carriles                                                                          | Límite de velocidad                                                               | Notas |
| ------- | ---------------------------------------------------------------------------- | ---------------------------------------------------------------------------- | ---------------------------------------------------------------------------- | ---------------------------------------------------------------------------- | --------------------------------------------------------------------------------- | --------------------------------------------------------------------------------- | --------------------------------------------------------------------------------- | --------------------------------------------------------------------------------- | ----- |
|         |                                                                              |                                                                              |                                                                              | -                                                                            | Bifurc                                                                            | 0                                                                                 |                                                                                   |                                                                                   |       |
|         |                                                                              |                                                                              | 1                                                                            | Salida 1                                                                     | Salidas 1A y 1B                                                                   | 1A, 1B                                                                            |                                                                                   |                                                                                   |       |
|         |                                                                              |                                                                              | 3A                                                                           |                                                                              | Salida 3A                                                                         | 3A                                                                                |                                                                                   |                                                                                   |       |
|         |                                                                              |                                                                              | 3B                                                                           |                                                                              |                                                                                   | 3B                                                                                |                                                                                   |                                                                                   |       |
|         |                                                                              |                                                                              | 4                                                                            | Salida 4                                                                     | Salida 4                                                                          | 4                                                                                 |                                                                                   |                                                                                   |       |
|         |                                                                              |                                                                              | 5A                                                                           | Salida 5A                                                                    | -                                                                                 |                                                                                   |                                                                                   |                                                                                   |       |
|         |                                                                              |                                                                              | 5B                                                                           | Salida 5B                                                                    | Salida 5B                                                                         | 5B                                                                                |                                                                                   |                                                                                   |       |
|         |                                                                              |                                                                              | 6                                                                            |                                                                              |                                                                                   | 6                                                                                 |                                                                                   |                                                                                   |       |
|         |                                                                              |                                                                              | 7A                                                                           | Salida 7A                                                                    | Salida 7A                                                                         | 7A                                                                                |                                                                                   |                                                                                   |       |
|         |                                                                              |                                                                              | 7                                                                            | Salida 7                                                                     | Salida 7                                                                          | 7                                                                                 |                                                                                   |                                                                                   |       |
|         |                                                                              |                                                                              | 8                                                                            | Salida 8                                                                     | Salida 8                                                                          | 8                                                                                 |                                                                                   |                                                                                   |       |
|         |                                                                              |                                                                              | 9                                                                            | Salida 9                                                                     | Salida 9                                                                          | 9                                                                                 |                                                                                   |                                                                                   |       |
|         |                                                                              |                                                                              | 10                                                                           | Túnel de Génova                                                              | Túnel de Génova                                                                   | 10                                                                                |                                                                                   |                                                                                   |       |
|         |                                                                              |                                                                              | 11A, 11B                                                                     | Salida 11A · Salida 11B                                                      | Salida 11B                                                                        | 11B                                                                               |                                                                                   |                                                                                   |       |

## En la cultura popular
El espectáculo La Vía de Cintura, que estrenó como especial navideño el humorista mallorquín Agustín «El Casta» en 2021, tiene a la carretera como hilo conductor e incluso personaje principal. También tiene una aparición destacada en Hora punta, cortometraje del director Marcos Cabotá presentado junto al espectáculo de comedia.